# Schiztobracon excisus
Schiztobracon excisus är en stekelart som först beskrevs av Szepligeti 1914.  Schiztobracon excisus ingår i släktet Schiztobracon och familjen bracksteklar. Inga underarter finns listade i Catalogue of Life.